# Gommern
Gommern é um município da Alemanha, situado no distrito de Jerichower Land, no estado de Saxônia-Anhalt. Tem 159,96 km² de área, e sua população em 2019 foi estimada em 10.488 habitantes.